# Габеллотто
Габеллотто — арендатор-посредник, существовавший на Сицилии в XIX—XX веках. Габеллотто арендовал у хозяина землю (территорию латифундии) за «габеллу» — годовую плату, иногда в натуральном виде, независимо от размера урожая. Арендная плата была ниже реально получаемого с земли дохода, поскольку большую её часть габеллотто клали к себе в карман, что давало им огромную прибыль. Габеллотто также контролировал коммунальную администрацию окрестных селений, благодаря влиянию на крестьян.
Таким образом габеллотто отличается не только от хозяина, обычно принадлежавшего к благородному классу, но и от испольщиков. Среди габеллотто были представители маленькой сельскохозяйственной буржуазии, которые впоследствии воспользовались неспособностью благородного класса к управлению своими вотчинами, присвоили её, путём передачи по условию аренды в качестве хозяев.
Габеллотто или сами обрабатывали землю, селясь в центре испольного хозяйства, или же по частям сдавали её внаём, деля на неравные небольшие участки.
Из среды габеллотто также вышли бароны — богатые габеллотто, выкупавшие у разорившихся аристократов землю и титулы.